# 短弓

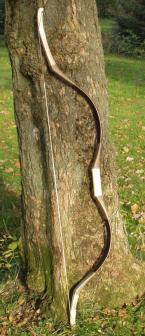
屈曲型短弓（コンポジットボウ）の複製品:モンゴルのフン族の弓矢

短弓（たんきゅう）とは、丈の短いM字に屈曲した弓を指す。
日本での弓の分類から作られた言葉で、日本の大弓と呼ばれる和弓に対して、丈の短い弓（小弓、楊弓）を指す。半弓とも呼ばれる。
この分類に従えば、世界の大半の弓（西洋や東洋・中国の弓）は短弓に相当するが、日本のような「短い弓」の用語はない。

## 概要
世界的には短弓に相当する名称はないが、長弓（和弓の大弓・ロングボウ）以外の弓に相当する名称は、
- 合成弓や複合弓（コンポジットボウ）がよく使われる名称である。これは特にユーラシア大陸中央部の騎馬民族が好んで使用した弓を指すが、西洋の弓や中国の弓も構造的によく似ている丈の短いM字屈曲型の合成弓である。
- 合成弓ではない原始的な単弓・丸木弓：大半は丈が短く、その場合は短弓に含まれる。

## 性能
短弓は、速射性に優れ、「1分間に換算すると30本の矢を射ることが可能」であり、古代イギリスのロングボウ（歩射）の2倍以上の速射性がありながら腕力を必要とせず、また馬上で扱いやすいことも利点といえる。欠点としては長弓に比べ射程および貫通力が劣ることである。このため馬の機動力を削ぐ環境や歩射では不利となる。
短弓の威力を補う方法も考案されていた。古代ペルシア軍は歩兵重視のスパルタ軍に対し、短弓を使う騎馬弓兵を主としていたが、「2秒に1本の割合で速射し」、射程の短さに関しては40km/hで走る馬の機動力で補った。
モンゴル軍の短弓についても貫通力が低いという欠点を補うため、毒矢を用いた。ただし元寇の際は、弓の構造上から威力は高く、日本の鎧では十分に防げなかったとする見解もある。アイヌが使う毒矢はコシャマインの戦いなどで和人を悩ませており、当たった場合には威力を発揮している。
上記のように射程は機動力、威力は毒で補うことが出来るため、騎射による機動戦において真価を発揮する弓といえる。

### 日本
日本における短弓に関する記述として、『土佐物語』巻第十七「繋ぎの城々 大蛇の事」には、朝鮮出兵中、嘉山城において李王理という半弓の使い手が黒田長政の左腕に射当てるが、長政はこれを事ともせず、敵中へ入り、そのまま王理を討ち取ったと記述されており、足止めにもなっていなかった描写がある。また日本書紀などでは蝦夷が弓の名手で毒矢を使うという記述はあるが、威力については記されていない。

## 備考
- 『唐六典』武庫令には、歩兵が用いる長弓の素材は植物だが、騎兵が用いる短弓は「角弓」が用いられたと記述されており、『続日本紀』天平宝字5年（761年）10月10日条にも、遣唐使が帰国の際、中国皇帝から、安禄山の乱で兵器を多く失ったため、弓の材料として方々から牛角を求めており、日本は牛角が沢山あると聞いたため、送るよう命じ、日本側も諸道に命じ、牛角7800隻を貢上させ、備蓄がなされたと記されている。
- 『吾妻鏡』貞応3年（1224年）2月29日条に、高麗船が難破した記述があり、荷を調査した際、高麗式の弓についても記録されており、「（本朝の弓と比べて）短く、夷弓（蝦夷の弓）に似ていて、皮製の弦である」と記していて、「異民族の弓は短い」という認識が見られる。
- アイヌも短い丸木弓や削り弓と毒矢を使用していた。アイヌは歩射だったが、見通しの悪い山林での狩猟においては射程はさほど問題にならず、クマなどの大型獣を仕留めるのは長弓でも困難であることから、狭い場所で使いやすい短弓と威力を補う毒矢が選ばれたと考えられている。